# Shayera Hol (personaje)
Shayera Thal, más tarde casada con el nombre de Shayera Hol, es una superheroína ficticia que aparece en los cómics estadounidenses durante la Edad de plata de las historietas publicadas por DC Comics. El personaje fue creado por el escritor Gardner Fox y el artista Joe Kubert, y apareció por primera vez en The Brave and the Bold #34 (marzo de 1961). Ella es la segunda Chica Halcón y la primera Mujer Halcón.
Desde entonces, el personaje ha aparecido en varios medios después de su inicio en los cómics, sobre todo en los programas de Liga de la Justicia (2001-04) y Liga de la Justicia Ilimitada (2004-06), con la voz de Maria Canals-Barrera.

## Historial de publicaciones
Con la disminución de la popularidad de los superhéroes a fines de la década de 1940, la característica de Hawkman terminó en el último número de Flash Comics en 1949. En 1956, DC Comics resucitó a Flash al renovar el personaje con una nueva identidad e historia de fondo. Tras el éxito del nuevo Flash, DC Comics renovó a Hawkman de manera similar con The Brave and the Bold #34 en 1961. Las versiones de la Edad de Plata de Hawkman y Hawkgirl se casaron con policías alienígenas del planeta Thanagar que vienen a la Tierra a estudiar. técnicas policiales. Silver Age Hawkgirl se presenta como Shayera (fonéticamente idéntica a Shierra primero, luego a Shiera Hall), que aparece disfrazada en su primera aparición. Aunque Silver Age Hawkman se une a la Liga de la Justicia en Justice League of America # 31 en 1964, Silver Age Hawkgirl no se le ofreció membresía porque las reglas de la Liga de la Justicia solo permitían la admisión de un nuevo miembro a la vez. Muchos años después, Chica Halcón de la Edad de Plata se unió a la Liga de la Justicia de América con el número 146 en 1977. En 1981, Chica Halcón de la Edad de Plata cambió su nombre en clave a Mujer Halcón en la función de respaldo de Hawkman de World's Finest Comics #272.
Con el establecimiento del sistema multiverso de DC, se decía que la Chica Halcón de la Edad Dorada vivía en la Tierra-Dos y la Chica Halcón de la Edad de Plata en la Tierra-Uno.

## Biografía ficticia
Shayera Thal, la versión de la Edad de Plata de Chica Halcón/Mujer Halcón, era una agente de la ley del planeta Thanagar y esposa de Katar Hol, el Hombre Halcón de la Edad de Plata y era miembro de la Liga de la Justicia de América.
Nació en Thanagar, que tenía una civilización científicamente avanzada en la que el crimen era prácticamente desconocido. Cuando era adolescente, Shayera Thal se unió a la fuerza policial de Thanagarian y fue asignada para ayudar al oficial más condecorado de la fuerza, Katar Hol, a capturar a los Dragonfly Robbers. Se presenta como "Mujer policía Shayera Thal". Al principio, Katar estaba furioso porque le asignaron como pareja a una mujer joven sin experiencia, pero sin embargo se sintió fuertemente atraído por ella.
Juntos, capturaron a los Dragonfly Robbers en su fortaleza que se encuentra detrás de una cascada; mientras estaba en el caso, Shayera salvó la vida de Katar y los dos se enamoraron profundamente. Unas semanas después, Katar le propuso matrimonio a Shayera frente a la misma cascada. Ella aceptó y se casaron. Diez años después, la pareja fue enviada a la Tierra en busca del criminal Byth Rok. Al llegar a la Tierra, se hicieron amigos del comisionado de policía de Midway City, George Emmett, quien estableció identidades encubiertas para ellos como Carter y Shiera Hall. Después de capturar a Byth y traerlo de regreso a su planeta, Katar y Shayera decidieron regresar para estudiar los métodos de lucha contra el crimen de la Tierra y lucharon contra el mal como los superhéroes Hawkman y Hawkgirl. Shayera se rebautizó a sí misma como Mujer Halcón a principios de la década de 1980.
Como Hawkgirl, Shayera eventualmente se unió a su esposo como miembro de la Liga de la Justicia. Ella fue la primera miembro de la Liga admitida como parte del voto de la Liga para levantar su limitación anterior de doce miembros. Su pertenencia sentó un precedente para la admisión de Zatanna como decimoquinto miembro de la Liga. Tanto Zatanna como Shayera se hicieron amigos cercanos desde Hawkman vol. 2 #4.
Como Shiera, primero trabajó como secretaria de Carter, pero luego se convirtió en codirectora del Museo de Midway City. Tiene una especie de rivalidad con la naturalista del museo Mavis Trent, que tiene sus ojos puestos tanto en Hawkman como en Carter Hall.
Más tarde, Thanagar se había establecido como una dictadura militar empeñada en conquistar otros planetas. Hawkman y Hawkwoman frustraron los planes de Thanagarian de invadir la Tierra, destruyendo su propia nave estelar en el proceso. Hawkman y Hawkwoman permanecen en la Tierra, considerados traidores por todos en Thanagar. Ayudó a su esposo a aceptar las muertes que causaron durante la batalla. Finalmente, cambió su nombre en clave a Mujer Halcón.
Tras los eventos de la miniserie de DC, Crisis on Infinite Earths, las historias de Tierra-1 y Tierra-2 se fusionan. Como resultado, las versiones de la Edad de Oro y la Edad de Plata de Hawkman y Hawkgirl /Hawkwoman viven en la misma Tierra. Inicialmente, el Hombre Halcón y la Mujer Halcón de la Edad de Plata se mantuvieron en continuidad sin cambios. Llevaron a Superman a Krypton (ahora un planeta gaseoso), se unieron brevemente a la Liga de la Justicia Internacional, se unieron a Átomo, y ayudaron a Animal Man a desactivar una bomba de Thanagarian durante Invasion. Sin embargo, DC revirtió esta decisión y reinició la continuidad de Hawkman después del éxito de la miniserie 1989 Hawkworld. Originalmente, Hawkworld volvió a contar los orígenes de Silver Age Hawkman y Hawkwoman. Después de convertirse en un éxito, DC Comics lanzó una serie continua de Hawkworld ambientada en el presente, lo que resultó en un reinicio completo de la continuidad de Hawkman. Al hacerlo, era necesario corregir varios errores de continuidad relacionados con las apariciones en la Liga de la Justicia de Hawkman y Hawkwoman.
Siguiendo la historia de Convergence, Shayera Thal aparece en Hawkman: Convergence. Se la muestra trabajando como curadora en el museo de Gotham City mientras lucha también como Hawkwoman. Al final de la historia, su universo se desvanece debido a que ocurre la Crisis. Se la ve por última vez volando con Hawkman.

### DC Renacimiento
Siguiendo la continuidad de Rebirth, Shayera Hol apareció en la serie Hawkman (vol. 5). Se la mostró en Thanagar junto a su pareja Katar Hol. Más tarde, Shayera apareció en los números 14-16 de Justice League (vol. 2), donde se la mostró como la emperatriz de Thanagar Prime. Inicialmente presentándose como amiga y aliada de la Liga de la Justicia, se reveló que les ocultaba muchos secretos, incluido un anciano marciano superviviente conocido como el Torreón. Se revela que Shayera usó un dispositivo conocido como Absorbacon y el anciano marciano para crear una construcción falsa de un Thanagar Prime restaurado, su gente y Katar Hol (el Hombre Halcón Salvaje). Después de la muerte del anciano marciano, Shayera intenta evitar que su realidad construida se desvanezca, pero no puede y se despide de Katar por última vez. Starman revela que la razón por la que Shayera todavía existe a pesar de ser el predecesor inmediato de Kendra Saunders en su cadena de resurrección se debe a que la Totalidad rompió dicha cadena y dividió a los dos, convirtiendo a Shayera en un ser completamente independiente de Kendra. Esto fue hecho por Perpetua porque temía lo que sucedería si toda una Chica Halcón la enfrentara al final. Shayera ayuda a la Liga de la Justicia en su intento fallido de curar el Muro de la Fuente.
Shayera reaparece en Justice League (vol. 2) # 32, se la muestra a bordo de un barco de Thanagarian, tratando de evitar que Luthor llegue al Anti-Monitor.
Shayera regresó a la Tierra para ayudar a Carter Hall, quien fue infectado por El Batman Que Ríe. A partir de ese número, Mujer Halcón comenzó a actuar como coprotagonista del libro junto a Hombre Halcón.
Se revela que Shayera es la reencarnación del Heraldo Shrra, un ser similar a un ángel bíblico. Sirvió a una deidad sin nombre que había considerado indigno el universo y lo condenó a ser destruido por el Señor Más Allá del Vacío. Ella sintió algo bueno en Ktar Deathbringer, la encarnación original de Hawkman, e intervino en los planes de la deidad al aparecer ante Ktar después de cada batalla, empujándolo por la culpa y la vergüenza a volverse contra el Señor Más Allá del Vacío. Como Ktar había hecho un trato con la deidad para reencarnarse hasta que hubiera salvado a tantas personas como había matado, castigó a Shrra por su desafío despojándola de su divinidad y condenándola a compartir su destino.
Hawkwoman se une a los viejos amigos de Carter, Átomo y Adam Strange, para capturar y curar a Carter de su infección. Alcanzan a Sky Tyrant en un mundo alienígena donde una de sus encarnaciones anteriores llamada Titan Hawk había escondido un artefacto conocido como "La Llave" que habría liberado al Señor Más Allá del Vacío. Recuperan la llave y encarcelan a Sky Tyrant en la nave estelar de Carter. Cuando toca la Llave, se desbloquean sus recuerdos de todas sus vidas pasadas. Sky Tyrant logra escapar de su celda y pelea con los tres héroes. Él y Shayera tocan la llave juntos y son transportados al reino del Señor Más Allá del Vacío. En el proceso, Carter se cura de su infección (todos los héroes infectados fueron curados por Lex Luthor en el one-shot Year of the Villain: Hell Arisen). La pareja es atacada por Deathbringers que reconocen a Carter como Ktar y, aunque los Deathbringers son derrotados, llaman la atención del Señor Más Allá del Vacío.
El Señor los domina fácilmente y los ata a un gran monolito de piedra, planeando absorber la energía de todas sus vidas, lo que le dará el poder suficiente para cruzar al universo. Carter y Shayera liberan el poder de sus miles de vidas, sobrecargando y destruyendo al Señor, mientras también se suicidan. Se despiertan en el más allá, vuelven a ser Ktar y Shrra. La deidad explica que la deuda de Ktar está pagada y se ofrece a permitirle pasar y restaurar a Shrra como Heraldo, sin embargo, los dos no desean separarse. Por lo tanto, la deidad les ofrece otra recompensa, reencarnarse por última vez en sus vidas favoritas, donde serán extremadamente longevos pero mortales. Los dos están de acuerdo y vuelven a la vida en la década de 1940 como el Hombre Halcón y la Chica Halcón de la Edad de Oro y se reúnen con sus viejos amigos en la Sociedad de la Justicia de América.
Durante una pelea con la Sociedad de la Injusticia, Carter se congela de miedo en un momento en que los villanos tienen la ventaja. Shayera arroja su maza a la de Carter, creando una explosión que incapacita a la Sociedad de la Injusticia y cambia el rumbo de la pelea. La JSA asume que Carter simplemente estaba proporcionando una distracción para Shayera, pero en privado le admite que ahora que es mortal, teme morir. Mientras tanto, Anton Hastor, una encarnación del antiguo enemigo de los Hawks, Hath-Set, se entera de que el Príncipe Khufu y Chay-Ara han reencarnado, y esta vez, pueden ser asesinados de forma permanente. Hastor roba su daga Nth Metal de la sede de JSA y atrae a los Hawks a un tren donde ha matado a los pasajeros y los resucitó como zombis. Shayera es derribada del tren por zombis mientras Hastor ataca a Carter, que tiene demasiado miedo para defenderse hasta que Hastor amenaza a Shayera. Carter desarma a Hastor apuñalándose con la daga justo cuando Shayera alcanza el tren y destruye la daga. Shayera pasa los siguientes siglos como una heroína junto a Carter, sobreviviendo hasta el siglo 40.
Shayera apareció como miembro de la Sociedad de la Justicia de América en el evento Dark Crisis.

## Otras versiones

### Elsewords
Shayera y Katar aparecen en la serie de tres partes de Elseworlds Legend of the Hawkman (2000). La historia tiene lugar en la línea de tiempo de Tierra-1, algún tiempo después de The Brave and the Bold #34. Se la muestra queriendo regresar a su hogar en Thanagar mientras Katar se ha acostumbrado a la vida en la Tierra. Aunque esta miniserie nunca fue etiquetada como un proyecto de Elseworlds cuando se publicó originalmente, ahora se acepta como tal, con esta historia claramente basada en las versiones de la Edad de Plata de Hawkman y Hawkgirl durante la pre-Crisis on Infinite Earths.

### Leyenda del Hombre Halcón
Hawkgirl (Shayera Hol) y Hawkman aparecen en esta miniserie ambientada poco después de su llegada a la Tierra cuando el dúo se enfrenta a una antigua amenaza con conexiones a su herencia thanagariana. En el primer capítulo, "The Fallen One", Shayera ha estado ansiosa por regresar a Thanagar, pero Katar siente una responsabilidad con el museo, especialmente con su próxima exhibición de tesoros extraterrestres. Si bien Katar ha adoptado la Tierra como su hogar, Shayera no siente que pertenezca allí. En el Tíbet, un grupo de arqueólogos descubre una puerta de entrada de Thanagarian tallada en un acantilado, luego de ser informados de que Hawkgirl y Hawkman viajan al lugar.
Hawkman descifra la escritura en la puerta de entrada y representa la vida de Thasaro, un niño tanagariano tan malvado que amenazó la existencia de los antiguos dioses de Thanagar. Los antiguos dioses de Aerie condenaron a Thasaro a una urna mística. Al antepasado de Shayera se le encargó enterrar la urna para que nadie pudiera liberar a Thasaro. Los arqueólogos y Katar quieren examinar la puerta de entrada, pero Shayera insiste en que la dejen en paz. Hawkman y Shayera se pelean hasta que Shayera se va volando con el corazón roto porque a Katar le importa más la arqueología que sus sentimientos. Las huellas dactilares de Katar abren genéticamente la puerta de entrada. Shayera escucha una explosión y regresa al sitio. Thasaro aparece y hace que los centinelas de piedra de su cámara cobren vida. Los centinelas atacan a Hawkgirl, pero ella logra derrotar a sus ejecutores y encuentra a Katar en manos de Thasaro. Thasaro luego invoca cadáveres como garras que se levantan del suelo y empujan a Hawkgirl a una caverna debajo de la cámara de Thasaro. Las garras mutilan a Chica Halcón, pero ella logra escapar. La angustia de Shayera en la caverna despierta el espíritu de su ancestro. El antepasado de Shayera canaliza su aura hacia Shayera y le da la ventaja que necesita para someter a Thasaro. Thasaro es desterrado una vez más a la urna. Luego, la urna se transporta al Museo de Midway City para que Katar y Shayera puedan protegerla. Tres meses después, se muestra a Shayera queriendo formar una familia, mientras tanto, los fanáticos de Thanagaria regresan a la Tierra para liberar al atroz dios caído. El regreso de Thasaro trae caos y devastación a Midway City, pero usando sus armas Nth Metal Hawkgirl y Hawkman son capaces de someterlo, desterrándolo a las ardientes profundidades del Infierno de la Tierra.

### JLA: El Clavo & JLA: Otro Clavo
En JLA: The Nail y JLA: Another Nail, Chica Halcón es miembro de la Liga de la Justicia, y lo sigue siendo incluso después de la muerte de su marido a manos de Amazo, aunque el equipo se enfrenta a prejuicios y sospechas anti-alienígenas. Ella contempla brevemente abandonar la Tierra cuando la propaganda anti-alienígena lleva a que una exhibición de museo dedicada a Hawkman sea destrozada, pero cuando regresa para salvar a dos niños de un edificio en llamas, su fe en la humanidad se restaura cuando un grupo de civiles se interpone entre ella y el gobierno. los funcionarios que intentan traerla como un extraterrestre, la familia que salvó afirmando que todavía ven a Hawkman y a ella como héroes. En Another Nail, parece ser amiga cercana de Zatanna, ella ha perdonado a Oliver Queen (en el cuerpo de Amazo) después de admitir que se siente responsable de matar a Katar, Queen cree que sus intentos de demostrar su valía hicieron que Hawkman se pusiera en peligro para proyectar al Oliver más vulnerable. Su papel como el único Halcón con membresía de la Liga es muy parecido a su contraparte animada en la serie animada de la Liga de la Justicia.

### Batman: The Dark Knight Strikes Again
En Batman: The Dark Knight Strikes Again, los Hawks intentaron regresar a Thanagar para huir de la dictadura militar de Lex Luthor, solo para estrellarse en las selvas tropicales de Costa Rica. Decidieron permanecer escondidos. Dieron a luz a un hijo y una hija, dándoles alas naturales. Katar y Shayera murieron en un ataque militar ordenado por Lex Luthor, abrazándose en sus últimos momentos. Los niños se criaron en la selva desde entonces. Estaban empeñados en vengarse de Lex. Como Hawkboy, el hijo finalmente mata a Lex con el permiso de Batman, ya que entiende por lo que ha pasado.

### Justice
En "Justice" de Alex Ross, en tonos de la Edad de Plata, Chica Halcón es miembro de la Liga de la Justicia y codirectora del Museo de Midway City, junto a su marido. Con todos los secretos y debilidades de la JLA en la mano, la Legión del Mal organiza un ataque simultáneo contra casi todos los miembros de la Liga. Hawkgirl y Hawkman son sorprendidos por Toyman en el Museo de Midway City, pero logran sobrevivir y deciden investigar su almacén, donde son asaltados por sus fuerzas, y descubren que él es haciendo múltiples androides de Brainiac. También aparece en Secret Origins y Liberty and Justice.

### DC New Talents Showcase
Hawkgirl fue elegida para una de las siete características del cómic de una sola vez. Vive en Chicago y trabaja como detective de la policía. Ella es de Thanagar, su maza vibra como un teléfono inteligente cuando las armas de Nth-Metal Thanagarian están cerca y tiene un Hawkroom secreto. Se revela que ella no dejó a Thanagar en buenos términos, después de un tiempo de recolectar armas de Thanagar de las escenas del crimen, comenzó a sospechar que algo andaba mal. Esto la llevó a luchar contra un antiguo thanagariano que la quería muerta ya que ella eligió a los humanos en lugar de a los thanagarianos.
Erica Schultz dijo que se inspiró en la versión del personaje de la Liga de la Justicia: "Siempre me han atraído los personajes fuertes, pero lo que realmente solidificó mi amor por Shayera fue el programa de dibujos animados Liga de la Justicia".

### Scooby-Doo Team-Up #33
Durante un cruce con el elenco de Scooby-Doo, la versión Edad de plata de Hawkgirl se presenta junto a Hawkman en el Museo de Midway City, trabajando como curadores. Los héroes se unen a los personajes de la serie animada para descubrir quién estaba robando en su lugar de trabajo. Más tarde descubren que Shadow Thief, Matter Master y Fadeaway Man estaban detrás. Después de una pelea contra los villanos, los héroes recuperan los objetos robados. Al igual que Shiera Sanders Hall, Shayera es una reencarnación de la consorte del príncipe Khufu, Chay-Ara, y ha renacido como Lady Celia (amor de Silent Knight) y Cinnamon (amor de Nighthawk).

### Justice League Infinity
Shayera es un miembro central de la nueva serie Justice League, Justice League Infinity, escrita por James Tucker y J. M. DeMatteis. La nueva serie sirve como una continuación de Justice League Unlimited, ya que la Liga se une para enfrentar nuevos peligros que no solo amenazan la Tierra, sino también el multiverso mismo.

## En otros medios

### Televisión
- Shayera Hol/Hawkgirl aparece en The All-New Super Friends Hour, con la voz de Shannon Farnon.
- Shayera Hol/Hawkgirl aparece en Super Friends, con la voz de Janet Waldo.
- Shayera Hol/Hawkgirl aparece en una serie ambientada en el Universo animado de DC (DCAU), con la voz de Maria Canals-Barrera. Los productores de la serie reelaboraron la personalidad de esta versión para contrastar con Wonder Woman y la incluyeron sobre Canario Negro para que se representara a un miembro de la "familia Hawk". Como miembro de las Fuerzas Armadas de Thanagaria, Shayera maneja una enésima maza de metal capaz de interrumpir las fuerzas mágicas y basadas en la energía y es una experta combatiente cuerpo a cuerpo. Ella vino a la Tierra como exploradora avanzada y espía del ejército de Thanagaria.
  - Shayera aparece por primera vez en la Liga de la Justicia. En el estreno de la serie de tres partes "Secret Origins", se convierte en miembro fundador de la Liga de la Justicia después de que unen fuerzas para defenderse de una invasión alienígena de la Tierra. A lo largo de la serie, Shayera mantiene una relación distante con la Liga, pero desarrolla un vínculo de hermano/hermana con Flash y una relación romántica con John Stewart/Linterna Verde. En el final de la serie de tres partes "Starcrossed", Shayera revela sus verdaderos colores después de que su gente llega para obtener el apoyo de la Tierra en su guerra con los Gordanians. Inicialmente se reúne con los de su especie, así como con su oficial al mando y prometido Hro Talak, lo que crea una brecha entre ella y Stewart. Cuando se entera de su plan para atacar el mundo natal de los Gordanians destruyendo la Tierra, traiciona a su gente y regresa a la Liga de la Justicia para informarles. La Liga finalmente derrota a los Thanagarianos, quienes dejan atrás a Shayera como una traidora. Mientras la Liga de la Justicia vota para decidir si debe permanecer en el equipo, ella renuncia antes de escuchar su veredicto.
    - Además, una versión del universo alternativo que es miembro de Amos de la Justicia aparece en el episodio de dos partes "A Better World".

  - Shayera también aparece en el episodio de dos partes de Static Shock, "A League of Their Own", que tiene lugar durante Liga de la Justicia y antes de "Starcrossed". Ella y la Liga unen fuerzas con Static y Gear para derrotar a Brainiac después de que él se reconstruya en la Atalaya de la Liga.
  - Shayera también aparece en Liga de la Justicia Ilimitada. Después de su partida de la Liga, vino a quedarse con el Doctor Fate y su esposa Inza Nelson en la fortaleza de la torre del primero en un esfuerzo por decidir qué hacer con su vida. En el episodio "Wake the Dead", se reincorpora a la Liga y se entera de que le permitieron quedarse, pero continúa experimentando fricciones, particularmente con Wonder Woman, Batman y la nueva novia de Stewart, Vixen. En particular, Wonder Woman le guarda rencor a Shayera hasta el episodio "The Balance", cuando se ve obligada a llevar a Shayera a Themyscira y Tartarus después de que Félix Fausto usurpa el trono de Hades y los dos miembros de la Liga resuelven sus diferencias. En el episodio "Hunter's Moon", Shayera, Vixen y Vigilante son asignados a una misión de rescate en una luna distante, pero se encuentran con los thanagarianos que culpan a Shayera de que los gordanianos los derroten después de su traición. Mientras Shayera tiene la tentación de entregarse, sus compañeros de equipo se niegan a dejarla ir. Después de esto, Shayera y Vixen también resuelven sus diferencias, y la primera descubre que todavía siente algo por Stewart, quien decide quedarse con Vixen pero le cuenta a Shayera sobre su futuro hijo Warhawk. Para el final de la serie "Destroyer", Shayera y Stewart deciden seguir siendo amigos. Creador de la serie Bruce Timm dijo en una entrevista que si bien era deliberadamente ambiguo sobre el futuro de su relación y entendía que a algunos fanáticos no les gustaba dónde quedaba el final de la serie, era su opinión que "Puedes sumar dos y dos e imaginar lo que sucede".[16]

### Cine
- Shayera Hol hace un cameo en Justice League: The New Frontier.
- Shayera Hol aparece en Teen Titans Go! to the Movies.
- Shayera Hol/Hawkgirl originalmente iba a aparecer en Black Adam, pero finalmente fue eliminada.[17][18][19]
- Shayera Hol aparece en Green Lantern: Beware My Power, con la voz de Jamie Gray Hyder.

### Videojuegos
- Shayera Hol aparece como un personaje jugable en Justice League: Injustice for All.
- Shayera Hol aparece como un personaje jugable en Justice League: Chronicles.
- Una variación de Shayera Hol / Hawkgirl que se parece a Kendra Saunders aparece en DC Universe Online, con la voz de Lana Lesley.
- Shayera Hol aparece como un modificador en el modo "Multiverso" de Injustice 2.
- Shayera Hol aparece como un personaje jugable en Lego DC Super-Villains, con la voz de Tiffany Smith.

### Varios
- La encarnación de DCAU de Shayera Hol/Hawkgirl aparece en Justice League Adventures y Justice League Beyond. En este último, reaviva su relación con John Stewart después de que Vixen es asesinada por Shadow Thief y se casa, tiene un hijo llamado Rex Stewart y se retira de la Liga de la Justicia para concentrarse en criarlo.[20][21]
- Shayera Hol / Hawkgirl aparece en All-New Batman: The Brave and the Bold.